# Чичкан, Фёдор Иванович
Фёдор Иванович Чичкан (1918—1956) — подполковник Советской Армии, участник Великой Отечественной войны, Герой Советского Союза (1943).

## Биография
Родился 13 октября 1918 года в посёлке шахты имени Румянцева (ныне — в черте города Горловка Донецкой области Украины). Окончил два курса техникума. В 1936 году Чичкан был призван на службу в Рабоче-крестьянскую Красную Армию. В 1939 году он окончил Томское артиллерийское училище. С июня 1941 года — на фронтах Великой Отечественной войны.
К сентябрю 1943 года майор Фёдор Чичкан командовал 821-м артиллерийским полком 74-й стрелковой дивизии 13-й армии Центрального фронта. Отличился во время битвы за Днепр. В конце сентября 1943 года полк Чичкана успешно переправился через Днепр в районе посёлка Комарин Гомельской области Белорусской ССР и принял активное участие в боях за удержание плацдарма на его западном берегу, что способствовало переправе основных сил дивизии.
Указом Президиума Верховного Совета СССР от 16 октября 1943 года майор Фёдор Чичкан был удостоен высокого звания Героя Советского Союза с вручением ордена Ленина и медали «Золотая Звезда».
После окончания войны Чичкан продолжил службу в Советской Армии.
29 сентября 1956 года скоропостижно скончался. Похоронен у Мемориала боевой и трудовой славы в городе Кушка (ныне — Туркмения).
Был также награждён орденами Красного Знамени, Суворова 3-й степени, двумя орденами Красной Звезды, рядом медалей.